# Electricite du Laos
Électricité du Laos (EdL) (tiếng Lào: ໄຟຟ້າລາວ) là tập đoàn nhà nước của Lào sở hữu và vận hành các tài sản phát điện, truyền tải điện và phân phối điện của đất nước.  Công ty cũng quản lý việc nhập khẩu và xuất khẩu điện từ lưới điện quốc gia của đất nước. EdL được thành lập vào năm 1959 và có trụ sở chính tại Viêng Chăn. Năm 2010 International Finance Corporation tế đã cho Electricite du Laos vay 15 triệu đô la để mở rộng mạng lưới điện và trạm biến áp ở các vùng nông thôn của Lào. Công ty này cũng đã nhận được khoản tài trợ nợ từ Asian Development Bank. Đến năm 2020, chính phủ dự kiến sẽ cung cấp điện cho 90% hộ gia đình Lào.
Tháng 9 năm 2020, Reuters đưa tin rằng Électricité du Laos và China Southern Power Grid Company (CSPGC) đã thành lập liên doanh Electricite du Laos Transmission Company Ltd (EDLT) nắm quyền kiểm soát lưới điện của đất nước, cũng như quyền mua và bán điện tại Lào để ngăn chặn tình trạng vỡ nợ với chính phủ Trung Quốc. CSPGC sở hữu phần lớn cổ phần của EDLT, nhưng chính phủ Lào và Trung Quốc đã có một thỏa thuận bằng văn bản trong đó chính phủ Lào sẽ dần mua lại cổ phần của Trung Quốc. Một quan chức của Bộ Năng lượng và Mỏ Lào lý giải rằng "Công ty mới sẽ kết nối các lưới điện (EDL và China Southern) với nhau. Tất cả đều liên quan đến vốn. Cần phải hợp nhất hai lưới điện.

## EDL-Generation Company
EDL-Generation Company Limited (EDL-Gen) được thành lập vào năm 2010 và hoạt động như một công ty con của Electricite Du Laos. Lào là nước xuất khẩu điện ròng duy nhất ở khu vực sông Mê Kông và được mệnh danh là "Pin của Châu Á", bán điện cho Thái Lan, Việt Nam, Campuchia và Trung Quốc. EDL-Gen có kế hoạch tăng gấp đôi công suất phát điện thủy điện vào năm 2016 và hiện tại đang vận hành bảy nhà máy với tổng công suất 387 MW:

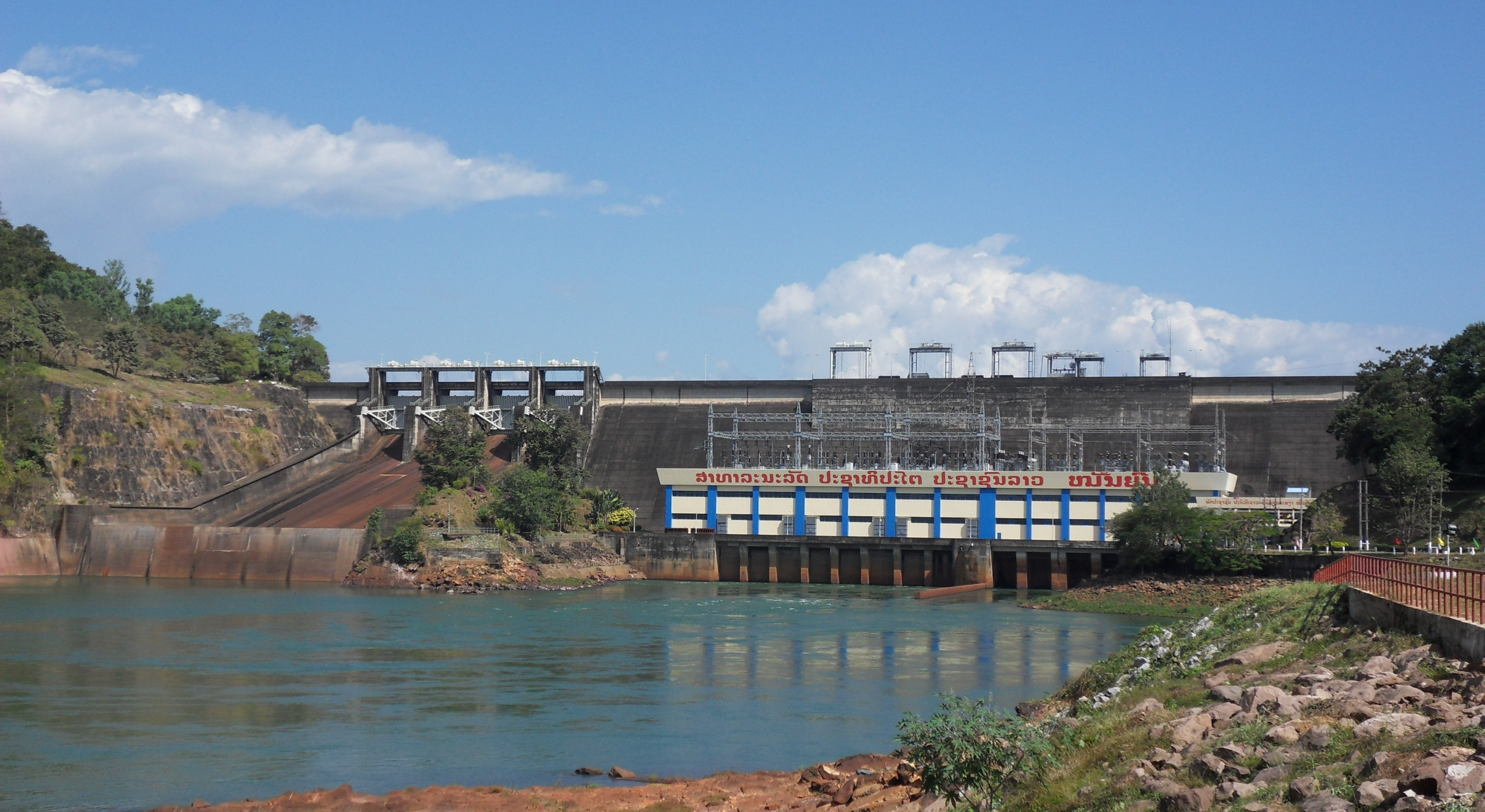
Đập Nam Ngum 1

- Nam Ngum 1 - Công suất lắp đặt 155 MW. Được xây dựng từ năm 1968–1971, Giai đoạn 3 được đưa vào sử dụng năm 1984. Một dự án mở rộng năm 2010 được Cơ quan Hợp tác Quốc tế Nhật Bản tài trợ một phần.
- Nam Song - Công suất lắp đặt 6 MW. Hoàn thành năm 2011.
- Nam Leuk - Công suất lắp đặt 60 MW. Hoàn thành năm 2000.
- Xeset 1 - Công suất lắp đặt 45 MW. Hoàn thành năm 1991, với nguồn tài trợ từ Ngân hàng Phát triển Châu Á, Chương trình Phát triển Liên hợp quốc và chính phủ Thụy Điển và Na Uy.
- Xeset 2 - Công suất lắp đặt 76 MW. Hoàn thành năm 2009. 80% vốn tài trợ đến từ Ngân hàng Xuất nhập khẩu Trung Quốc.
- Nan Mang 3 - Công suất lắp đặt 40 MW. 80% vốn tài trợ đến từ Ngân hàng Xuất nhập khẩu Trung Quốc.
- Selabam - Công suất lắp đặt 5,04 MW. Hoàn thành năm 1994.

Tháng 6 năm 2012, EDL-Gen đã chấp thuận chuyển nhượng cổ phần tại bốn Nhà sản xuất điện độc lập do Electricite du Laos sở hữu cho EDL-Gen: 60% cổ phần tại Theun-Hinbeun (300 MW), 10% cổ phần tại Nam Leuk 1-2 (10 MW), 25% cổ phần tại Nam Ngum 2 (153,75 MW) và 20% cổ phần tại Houay Ho (30 MW). Việc chuyển nhượng 4 IPP sẽ làm tăng tổng công suất của EDL-Gen lên 881 MW. EDL-Gen cũng có kế hoạch mua lại hai nhà máy thủy điện từ Electricite du Laos hiện đang được xây dựng: Nam Khan 2 (126 MW) và Huaylamphan Nhai (88 MW).
Vào ngày 11 tháng 1 năm 2011, Công ty EDL-Generation đã tham gia chào bán công khai lần đầu trên Sở giao dịch chứng khoán Lào (LSX), trở thành công ty đầu tiên niêm yết trên sàn giao dịch chứng khoán của quốc gia này. Các nhà đầu tư ban đầu vào đợt IPO bao gồm Quỹ đầu tư Leopard Capital, Công ty năng lượng của Thái Lan Ratchaburi Holding, ngân hàng nhà nước Thái Lan Krung Thai Bank, và quỹ đầu tư Việt Nam Dragon Capital. Mặc dù thanh khoản của LSX hạn chế, nhưng vào cuối tuần giao dịch đầu tiên, EDL-Gen đã tăng 30% so với giá IPO là 5.600 kip Lào (LAK) (0,69 đô la).